# عباس قفطان
عباس بن عبود بن محمد علي القفطان ( 1860 - 22 مايو 1933) شاعر وخطاط عثماني عراقي. ولد في النجف ونشأ بها في عائلة معروفة، وهم آل قفطان السعدي. ثم استوطن الحيرة. وصفه جعفر آل محبوبة بأنه «كان ظريفاً، لطيف المفاكهة، حسن المعاشرة، شاعراً، سريع الجواب، له الأجوبة المستحسنة والنكات الظريفة.» جمع شعره في مجموع بخطه، وهو مفقود. توفي في الحيرة عن 73 عامًا ودفن في النجف. 

## سيرته
هو عبّاس بن عبّود بن محمّد علي بن محمّد بن علي بن نجم بن عبد الحسين آل قَفطان السَّعدي. ولد في النجف سنة 1277 هـ ونشأ بها. أخذ علومه الأولى فيها ثم اتجه إلى الأدب. 

كان يمارس فن الخطابة الدينية الحسينية، عرف عنه جمال الخط، وكتب مجموع شعره ومختاراته بخطه، قال عنه كامل سلمان الجبوري «وكان سريع الجواب يتوقد ذكاءٌ وفطنة، بالرغمن من فقده حاسة السمع. نديم الملوك والأعيان، مدح الملوك والرؤساء، سريع البديعة. اكتسب بشعره، ونظم القصائد الطويلة الكثيرة في مدح ورثاء العترة الطاهرة.»

انتقل إلى الحيرة، «وكانت الحيرة يومئذ ولم تزل تعتز بخطباء المنبر الحسيني فامتزج الشيخ عباس بأبناء المنطقة وصار ينظم ويخطب بأكثر المناسبات». بقي فيها حتى وفاته 28 محرم سنة 1352 وقيل 1339 هـ. وتم دفنه في مدينة النجف.

## مهنته
كان أصمّ لا يسمع لكنه برز شاعرًا. له ديوان كبير، مفقود. صدرت ما بقي من أشعاره سنة 2016.  جاء في معجم البابطين عنه «يدور المتاح من شعره في موضوع أساسي هو مديح آل البيت ورثاؤهم، وهذا الهدف يقود المعنى ويؤطر القصيدة ويحدد مكوناتها اللفظية والوصفية، وهو موغل في التقليد حين يؤرخ بالشعر أو يخمّس.»ومن شعره:
من مخمس «ملأت مهجتي الصبابة»:

## وصلات خارجية
- في بوابة الشعراء